# Cratyna keilini
Cratyna keilini är en tvåvingeart som först beskrevs av Edwards 1915.  Cratyna keilini ingår i släktet Cratyna och familjen sorgmyggor. Inga underarter finns listade i Catalogue of Life.